# 波拿巴和波旁

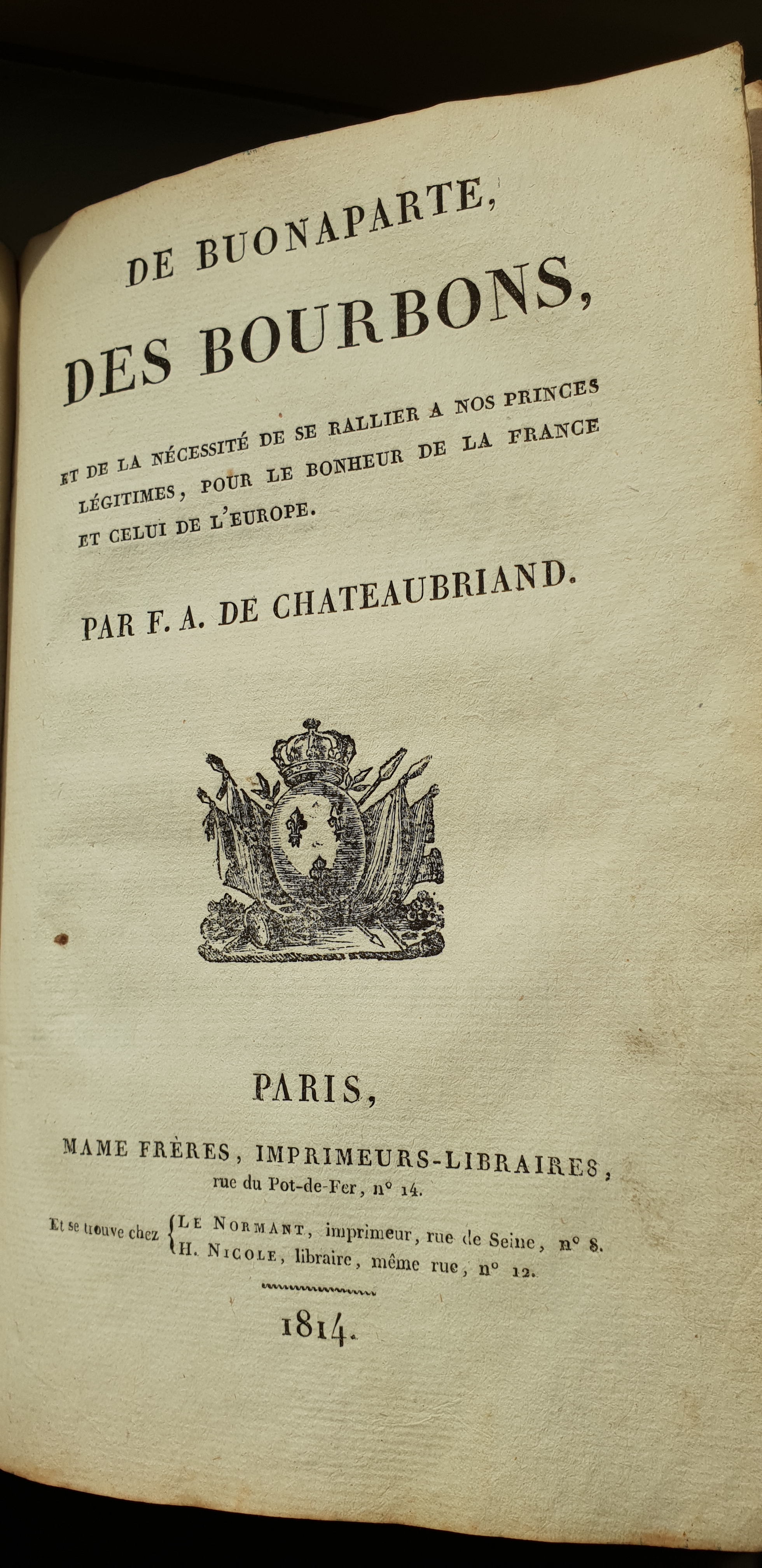
原版封面

《波拿巴和波旁》（De Buonaparte et des Bourbons）是法国作家弗朗索瓦-勒内·德·夏多布里昂的一本针对皇帝拿破仑一世的小册子，出版于1814年3月30日和1814年4月5日。这本反对波拿巴的小册子，正如他在小册子的标题和内容中所说，写于拿破仑第一次退位之前。

## 历史
在1814年第一版的序言中，作者夏多布里昂说这本书是三四个月前开始着手写作，当时的事件超出了他的愿望。他所说的事件是指，盟军于1814年3月31日罢免皇帝，将其流放到厄尔巴岛。这本书的另一版本也于1814年在巴黎的 Lerouge书店出版，其中夏多布里昂在谈到波拿巴时说，“让他去厄尔巴岛做梦”。

## 内容
1814年第一版共有87页，第一章谴责“波拿巴”，第二章主张波旁王朝回归王位，最后一章阐述了盟国对法国的态度。

## 争议
在1814年出版的第三版中，夏多布里昂在序言中指出，他的“手稿是在我们仍在战斗的时候交给蒙马特的印刷工的，波拿巴仍在枫丹白露，有五万或六万人：波旁王朝的命运还没有决定。如果失败，只有最快的逃跑可以让我免于死亡。”
这篇引人入胜的文章，以激烈的争论和文体品质而闻名，但它也表明，仇恨加上失望的野心，是多么盲目地驱使一个聪明而有礼貌的人。
维克多·德拉普拉德在《夏多布里昂》一书的1872年版中的序言说，“这本小册子的伟大作家有时会受到委屈。”